# Біогрупа екзотичних дерев (Кам'янець-Подільський)
Біогру́па екзоти́чних дере́в — ботанічна пам'ятка природи місцевого значення в Україні. Розташована в межах міста Кам'янець-Подільський, вул. Шевченка, 26. 
Площа 0,5 га. Статус надано згідно з розпорядженням облвиконкому від 11.06.1970 року № 156-р«б». Перебуває у віданні: КП «Кам'янецький парк». 
Статус надано з метою збереження групи екзотичних хвойних дерев.